# Francesc Escorsell
Francesc Escorsell (Manresa, 20 de desembre del 1829 - 28 de gener del 1900) fou un organista i mestre de capella de la Seu de Manresa català del segle xix. Va estudiar a Lleida amb Magí Pontí. Posteriorment, va ocupar els següents càrrecs a la seu de Manresa: MC, nomenat el 1855; cabiscol, nomenat el 1862; i organista a partir de l’any 1865. Es va jubilar de tots els càrrecs el 1890.

## Trets biogràfics
Va fer estudis musicals a Lleida amb Magí Pontí, amb tota probabilitat pel fet que Pontí era manresà i, en aquells moments, el músic més prestigiós originari d'aquella ciutat. Paral·lelament, cursà estudis eclesiàstics i fou ordenat capellà. Posteriorment treballà sempre a Manresa on va ocupar els càrrecs de mestre de capella (1855) i organista (1865), fins a la seva jubilació que li arribà l'any 1890. Entre 1862 i 1865 també va fer de sotsxantre.
L'any 1884 començà a publicar obra seva amb la Tipografia Católica, de Barcelona. El pla preveia que cada any es publiquessin quatre obres, i que durés fins al 1894, però s'estroncà el 1889.

## Producció
La major part de la seva producció es conserva a l’arxiu de la seu de Manresa, que conté dues-centes composicions seves. Segons Sarret i Arbós, a principis del segle XX eren 347 les composicions que estaven allà depositades. El 1885 es va iniciar un pla de publicacions anuals en la Tipografia Catòlica de Barcelona que preveia l’edició de quatre obres cada any fins 1894, però no hi ha constància de que la seva realització fos més enllà de l’any 1889. També es conserven obres seves en còpia manuscrita a l’arxiu de l'Orfeó Manresà i en l’Arxiu-Museu de Santa María de Mataró, a Barcelona.
La seva obra té un estil i unes arres populars, amb textures a poques veus, les dues superiors molt sovint per terceres paral·leles, i un acompanyament instrumental en general reduït, que només s'amplia en algunes de les seves composicions litúrgiques sobre un text en llatí.

## Obra
Es conserven més de 200 composicions seves. La majoria es troben a l'Arxiu de Manuscrits Musicals de la Seu de Manresa i són quasi exclusivament de música vocal religiosa. Així i tot, a principis del segle xx, Joaquim Sarret i Arbós (que havia cantat a la capella de música de la Seu de Manresa sota la direcció d'Escorsell, va escriure que se'n conservaven 347.
Inclou misses, antífones, goigs, himnes, motets, lletanies, trisagis, letrillas, rosaris, villancets i altra obra en català, en castellà i -poca- en llatí. A més, va escriure uns versets per a orgue, la seva única producció instrumental.
Habitualment, Escorsell escriu en un estil popular, amb textures senzilles, més sovint a tres veus que no pas a quatre, amb ús freqüent de terceres paral·leles entre les veus superiors i poquíssim treball contrapuntístic, i acompanyaments instrumentals que molt sovint es redueixen a l'orgue o l'harmònium i només molt rarament -en algunes obres litúrgiques sobre text en llatí- incorpora altres instruments.
Va editar un Método práctico, fácil y breve de solfeo, del qual se'n van fer, com a mínim, cinc edicions.